# Rumbo (revista)
Rumbo fue una revista  porteña, argentina, publicada por  Publicaciones Atlas y dirigida por Álvaro Yunque, de la cual se publicaron solo tres números entre septiembre y noviembre de 1935 pero que adquirió notoriedad en Latinoamérica y en su época porque dio cabida a diversos debates estético-políticos con el propósito de llamar a la organización de los intelectuales en su lucha en contra de los fascismos.  

## Revista
Rumbo formaba parte de una red de publicaciones antifascistas en un período signado por el ascenso de Hitler al poder. La revista reivindicaba un discurso antifascista de orientación comunista que propiciaba la defensa de la cultura sin olvidar la utopía revolucionaria. El fascismo era percibido no sólo como la forma última que asumía la dictadura de la clase capitalista sino también como el enemigo de la inteligencia y de la cultura.
El principal propósito de Rumbo radicaba en su intención defomentar el debate sobre el compromiso de los escritores y de los artistas como una premisa ineludible para guiar su “rumbo” y organizar la lucha antifascista desde el ámbito de la cultura.
La publicación del primer número de Rumbo coincidió con la condena de dos años de prisión al poeta Raúl González Tuñón bajo el cargo de “incitar a la rebelión” por haber publicado en 1933 el poema “Las Brigadas de choque” en la revista Contra, que fuera inmediatamente censurada por el gobierno de Agustín Pedro Justo. Hacían un  paralelismo entre la censura a Contra y la condena de  González Tuñón con la quema de libros en la Alemania nazi en mayo de 1933.
Los miembros de la Agrupación de los Intelectuales, Artistas, Periodistas y Escritores (AIAPE)  hacían oír su voz a través de esta revista que les cedió su espacio para albergar sus protestas intelectuales y colaboraciones e incentivó la afiliación a la misma AIAPE.
Publicaba ensayos,  poesías, encuestas, ilustraciones, viñetas y caricaturas que amplificaban el sentido de la palabra escrita y y de las denuncias contra la represión y las guerras se presentaban como un basamento para organizar una lucha antifascista desde el universo de las izquierdas.
En ella participaban intelectuales como César Tiempo, Emilio Novas, Nicolás Olivari, Nydia Lamarque, Liborio Justo,  Roberto Mariani, Alfredo Varela y Juan Lazarte, entre otros.

RUMBO es una publicación artística. Pero es una publicación artística de este siglo y de este año. Y el arte, hoy, no se entiende como antes de la guerra mundial: 1914 trastocó muchos conceptos. La lucha social se ha agudizado y polariza con violencia a los hombres. El artista puro, tipo principios del siglo XX, ya no existe. En los que así se proclaman basta rozar el brillante barniz para que aparezca de inmediato el hombre de partido y de clase […] Para estos hombres que se abroquelan en su pureza artística y rehúyen el contacto multitudinario, el arte que se llama social, o tendencioso, o de izquierda, o revolucionario, o proletario, o humanizado, por venir “contaminado” de ideas; no es arte. Pero ellos no dudarían en afirmar que las construcciones góticas de la Edad Media o el Romancero español, “contaminados” por las ideas de la cristiandad, son arte. ¿Por qué es arte aquel arte ideológico del pasado y no lo es éste de hoy, vertebrado por las ideas de ahora? […] Saber adónde se va, o sea, tener rumbo, para los profesionales del estetismo, es ser sectario. Pero RUMBO tiene rumbo.

La portada del tercer número mostraba una caricatura de Hitler con Mussolini tratando de derribar la hoz y el martillo comunista.
Con el objetivo de promover un arte comprometido con la actualidad, Rumbo expuso una serie de representaciones y debates en torno al papel de los intelectuales y la función social del arte, por medio de los cuales se revelaba la tensión presente en ese momento de transición, que se tradujo en una problemática convivencia entre el arte proletario, promovido en el período de clase contra clase, y la apertura a todas las tendencias artísticas fomentado por la nueva estrategia frentista, cuyo objetivo primordial era la defensa de la cultura. Entre ellas encontramos la coexistencia en la publicación de poesías proletarias, la publicitada creación de la Agrupación de Jóvenes Escritores (AJE), la encuesta sobre “arte proletario” y el número homenaje a Henri Barbusse.
Rumbo era un imortante referente en la promoción de la defensa la cultura en un período en el que la polarización fascismo-antifascismo y la transición de estrategias dictaminada por la Internacional Comunista marcaban la agenda política internacional.  Rumbo permitió pronunciamientos de una de las agrupaciones de intelectuales más destacadas de ese momento, la AIAPE, cuando no tenía su propia revista. en ese momento transicional. En Rumbo se pueden leer las batallas intelectuales que se daban en esa época. 